# Liste 15
La liste 15 est une liste électorale du Parti colorado (Uruguay), fondée par Luis Batlle Berres, le président de l'Uruguay de 1947 à 1951, et actuellement représentante d'une tendance libérale de droite. Elle a longtemps été majoritaire au sein du Parti colorado et dans le pays, gagnant à de nombreuses reprises les élections, et portant à la présidence, outre Luis Batlle et Andrés Martínez Trueba dans les années 1950, Julio María Sanguinetti (président de 1985 à 1990 sur la liste 15, et de 1995 à 2000 sur une liste rivale, Foro Batllista) et le fils de Luis Batlle, Jorge Batlle, président de 2000 à 2005. Après la défaite historique de 2004 du Parti colorado, battue par la coalition de gauche du Front large menée par Tabaré Vázquez, la liste 15 s'est alliée en vue des élections générales de 2009 avec Foro Batllista (« Forum batlliste »), de Sanguinetti, pour créer Propuesta Batllista (« Proposition batlliste »), qui rivalisait avec la tendance majoritaire colorada, Vamos Uruguay, menée par Pedro Bordaberry.

## Historique
Au milieu du XXe siècle, la liste 15 était dirigée par Luis Batlle Berres, le neveu de José Batlle y Ordóñez, président au début du siècle et qui fonda l'Uruguay moderne. Elle était rivalisée par un pôle conservateur, dirigé par les fils de José Batlle, les Batlle Pacheco, à la tête de la liste 14 (Vanguardia Batllista), mais demeurait largement majoritaire au sein du Parti colorado, réussissant à imposer la candidature du pharmacien Andrés Martínez Trueba pour l'élection présidentielle de 1950, qui fut élu et promulgua la réforme constitutionnelle aboutissant au Conseil national du gouvernement, puis à faire élire à nouveau Luis Batlle à la présidence du Conseil national du gouvernement en 1955.
Cependant, le Parti colorado fut profondément affecté par la défaite historique de 1958, réitérée par la suite, qui mena le Parti blanco au pouvoir pour la première fois depuis le milieu du XIXe siècle, de 1959 à 1967. Ainsi, un désaccord concernant les raisons de cette défaite conduisirent Zelmar Michelini, l'un des « Jeunes turcs » de Luis Batlle, et Hugo Batalla, à mener une scission en créant la liste 99 (« Pour le gouvernement du peuple »), qui finit par quitter totalement le Parti colorado pour rejoindre le Front large, la coalition de gauche créée en vue des élections générales de 1971 pour s'affronter aux deux partis traditionnels, colorado et blanco.
La mort de son leader, Luis Batlle Berres, en 1964, acheva de fissurer le parti. Son fils, Jorge Batlle Ibáñez, devint son successeur à la tête de la liste 15, bénéficiant du soutien d'un grand nombre de personnalités coloradas, dont Alberto Abdala, Héctor Grauert, Luis Hierro Gambardella, Eduardo Paz Aguirre et Alfredo Lepro, ainsi que de plus jeunes tels Julio María Sanguinetti, Antonio Marchesano, Francisco Forteza (fils), Tabaré Hackenbruch et Washington García Rijo. Batlle Ibáñez nomma ce secteur « Unité et réforme » afin de marquer la nécessité du renouvellement.
D'un autre côté, Amílcar Vasconcellos, plus centriste, fut mis en minorité, tandis qu'un troisième pôle colorado, le Frente Colorado de Unidad fut créé avec l'appui de plusieurs sénateurs, s'associant avec l'Unión Colorada y Batllista pour faire triompher la candidature d'Oscar Gestido aux élections de 1966. Jorge Batlle devint ainsi le leader incontesté de la liste 15, qui soutenu le gouvernement de Jorge Pacheco Areco (1967-72), sans toutefois détenir de portefeuilles ministériels. Elles évitèrent ainsi notamment une procédure d'impeachment à Pacheco Areco. Par la suite, Batlle et la liste 15 se mirent à soutenir des positions libérales, en opposition avec le protectionnisme défendu par son père, Luis Batlle, et les strictes mesures de contrôle de prix et des salaires imposée par Pacheco Areco.

## Années 1980-90
Aux élections primaires de 1982 organisées par la dictature militaire (1973-1985), la liste 15 concourut sous la dénomination ABX. Jorge Batlle n'avait pas été autorisé par les militaires à se présenter, et la 15 fut donc menée par Julio María Sanguinetti. À partir des élections de 1984, qui permirent le début de la transition démocratique, la liste 15 concourut aux élections avec d'autres groupes batllistes sous l'appellation Batllismo Unido. Elle fut alors victorieuse, menant Sanguinetti à la présidence de 1985 à 1990.
Mais elle souffrit d'une scission peu avant les élections de 1990, avec la création du Foro Batllista (« Forum batlliste »), rejoint par Sanguinetti. Celui-ci devint majoritaire lors des élections de 1994, marquant une défaite historique de la liste 15 au sein du Parti colorado, tandis que Sanguinetti était à nouveau élu président (1995-2000).

## Années 2000
La liste 15 est menée aujourd'hui par l'ex-ministre José Amorín Batlle ainsi qu'Isaac Alfie, Martín Aguirrezabala, José Villar, etc. Son leader historique, Jorge Batlle, président de 2000 à 2005, reste une personnalité majeure de cette tendance. Après la défaite importante du Parti colorado lors des élections de 2004 (10 % des voix), remportées par le Front large, la liste 15 n'obtint que deux sénateurs (Juan Justo Amaro et Isaac Alfie), contre cinq pour la législature 2000-2005, et seulement trois députés:  José Amorín Batlle, élu secrétaire général de la liste 15 en mars 2007, et le député d'extrême-droite Daniel García Pintos à Montevideo et Daniel Bianchi à Colonia.
La campagne pour les primaires de juin 2009 au sein du Parti colorado vit s'opposer José Amorín Batlle à l'ex-ministre de l'Agriculture Martín Aguirrezabala, mais le conseil exécutif de la liste 15 vota, le 17 mai 2008, à l'unanimité (19 voix contre 0) en faveur de la précandidature du secrétaire général. José Amorín n'obtint cependant que 14,79 % des voix aux élections primaires, contre plus de 71 % pour Pedro Bordaberry (Vamos Uruguay), qui fut ainsi le candidat officiel du Parti colorado à la présidentielle d'octobre-novembre 2009.

## La liste 15 à Rivera
Dans le département de Rivera, la liste 15 est associée au Parti blanco (à sa tendance herreriste): cette spécificité régionale ne doit pas conduire à la confondre avec la liste 15 au niveau national.